# 金銓
金銓（1553年—？），字衡卿，號我平，保定中衛軍籍，直隸保定府完縣人，明朝政治人物。

## 生平
萬曆四年（1576年）丙子科順天鄉試第六十二名舉人，八年（1580年）庚辰科進士。吏部觀政，本年授灵台知县，丁憂归乡，十四年复除浦城县，十七年升大理寺评事，再次丁憂。二十一年降职为河南陕州判官，二十三年升平凉府推官，二十七年升大理寺左评事，二十八年升戶部主事，管理象房、草场，又管理临清钞关，三十一年告病，次年复补原职，升員外郎，三十三年京察闲住。

## 家族
曾祖金鼎，義官；祖父金章，儒官；父金山，德王府紀善。母王氏。具慶下。兄金鉉（省祭官）。
子金毓峒，崇禎七年進士，李自成破保定府，投井殉國。